# 小行星6945
小行星6945（6945 Dahlgren）是一颗绕太阳运转的小行星，为主小行星带小行星。该小行星于1980年3月16日发现。

## 轨道参数
小行星6945的轨道半长轴为2.2508460 UA，离心率为0.174。